# Unknown Memory
| Оценки критиков      | Оценки критиков |
| Источник             | Оценка          |
| -------------------- | --------------- |
| The 405              | 7.5/10          |
| Consequence of Sound | B-              |
| Fact                 | 3/5             |
| The Line of Best Fit | 7.5/10          |
| NME                  | 7/10            |
| The Observer         | [ 6 ]           |
| Pitchfork Media      | 3.6/10          |
| Tiny Mix Tapes       | [ 8 ]           |

Unknown Memory (с англ. — «Неизвестное воспоминание») — дебютный студийный альбом шведского рэпера Yung Lean, выпущенный на лейбле Sky Team 23 сентября 2014 года. Альбом получил в целом положительные отзывы, многие критики отдают должное его производству. На альбоме присутствует всего один гостевой исполнитель — Трэвис Скотт.

## Музыка
В официальном пресс-релизе Unknown Memory описан как «гибрид современной экспериментальной музыки».
Лирически альбом содержит «интроспекцию, чувства отчуждения, скуки, всё с той неопределенной, тупой болью».

## Релиз и продвижение
Специальное издание Unknown Memory которое шло вместе с перчаткой с логотипом «Unknown Memory» поверх него и зажигалкой, было указано в статье журнала Kyla Bills of Paper как одно из «10 самых странных частей  мерча, когда-либо проданных рэпперами».

## Список треков
| №                   | Название                                                    | Продюсер              | Длительность |
| ------------------- | ----------------------------------------------------------- | --------------------- | ------------ |
| 1.                  | «Blommor (Intro)» (В переводе со шведского: "Flowers")      | Yung Gud              | 1:33         |
| 2.                  | «Blinded»                                                   | Yung Gud              | 4:14         |
| 3.                  | «Sunrise Angel»                                             | White Armor           | 3:00         |
| 4.                  | «Yoshi City»                                                | Yung Gud              | 3:45         |
| 5.                  | «Ice Cold Smoke»                                            | Yung Gud              | 1:41         |
| 6.                  | «Dog Walk (Intermission)»                                   | Yung Gud              | 1:07         |
| 7.                  | «Don't Go»                                                  | Yung Sherman          | 3:56         |
| 8.                  | «Ghosttown» (совместно с Трэвис Скотт)                      | Yung Gud              | 5:10         |
| 9.                  | «Monster»                                                   | Yung Sherman          | 4:15         |
| 10.                 | «Volt»                                                      | White Armor, Yung Gud | 3:13         |
| 11.                 | «Leanworld»                                                 | White Armor           | 3:59         |
| 12.                 | «Sandman»                                                   | Yung Sherman          | 2:59         |
| 13.                 | «Helt Ensam (Outro)» (В переводе со шведского: "All alone") | Yung Gud              | 3:06         |
| Общая длительность: | Общая длительность:                                         | Общая длительность:   | 41:52        |

## Позиции в чартах
| Чарты (2014)                           | Высшая позиция |
| -------------------------------------- | -------------- |
| США Top Heatseekers (Billboard)        | 19             |
| США Top R&B/Hip-Hop Albums (Billboard) | 36             |
| США Top Rap Albums (Billboard)         | 22             |